# Noël tombe à pic
Pour plus de détails, voir Fiche technique et Distribution.
Noël tombe à pic (Falling for Christmas) est un film de Noël comique et romantique américain réalisée par Janeen Damian. Il met en vedette Lindsay Lohan dans le rôle d'une héritière gâtée qui perd la mémoire dans un accident de ski et atterrit sous la garde d'un propriétaire veuf de lodge à Noël. Le film est sorti le 10 novembre 2022 sur Netflix.

## Synopsis
Après avoir perdu la mémoire lors d'un accident de ski, une héritière choyée se voit confiée pour Noël aux bons soins d'un jeune veuf fauché et de sa brillante fillette.

## Fiche technique
Sauf indication contraire, les informations mentionnées dans cette section peuvent être confirmées par les bases de données cinématographiques IMDb et Allociné,  présentes dans la section « Liens externes ».
- Titre original : Falling for Christmas
- Titre français : Noël tombe à pic
- Réalisation : Jaeen Damian
- Scénario : Jeff Bonnett et Ron Oliver
- Musique : Nathan Lanier
- Direction artistique : Richard Olson
- Décors : Jason Hasase
- Costumes : Lindsay Dunlap
- Maquillage : Shaylse Lopez
- Coiffure : Megan Dannier
- Montage : Matthew Cassel et Christopher Greenbury
- Production : Michael Damian et Brad Krevoy
  - Production déléguée :
- Sociétés de production :
- Sociétés de distribution :
- Budget :
- Pays de production :  États-Unis
- Langue originale : anglais
- Format :
- Genre : comédie romantique de Noël
- Durée : 95 minutes
- Dates de sortie :
  - Mondes entier : 10 novembre 2022
- Classification :
  - France : tous publics (conseillé à partir de 7 ans)

## Distribution
- Lindsay Lohan (VF : Barbara Beretta) : Sierra Belmont / Sarah
- Chord Overstreet (VF : Stanislas Forlani) : Jake Russell
- George Young (VF : Valéry Schatz) : Tad Fairchild
- Jack Wagner (VF : Bernard Allouf) : Beauregard Belmont
- Olivia Perez (VF : Iris Dorge-Lecomte) : Avy Russell
- Alejandra Flores (VF : Sophie Chenko) : Alejandra
- Aliana Lohan : Bianca
- Kate Rachesky (VF : Soizic Fonjallaz) : Heather
- Sean J. Dilligham : Ralph
- Oscar Rudecindo (VF : Sourou Ouadodji) : Darius
- Lonzo Liggins : Maire Anand
- Antonio D. Charity (VF : Rody Benghezala) : Sheriff Borden
- Blythe Howard (VF : Annie Milon) : Dr. Layla Monroe
Version française
  - Studio de doublage : Cinephase[1]
  - Direction artistique : Michèle Borge
  - Adaptation : Audrey Péon

Sources et légende : Version française (VF) sur RSDoublage

## Musique
La bande-annonce de Falling for Christmas présentait une reprise de « Jingle Bell Rock » enregistrée par Lindsay Lohan pour le film en clin d’œil à son interprétation de la chanson dans le film Lolita malgré moi en 2004. Netflix a annoncé que le titre complet serait disponible en streaming le 4 novembre, une semaine avant la première du film.  La version intégrale comprend un couplet de rap de Ali Tomineek, et une vidéo lyrique avec des images du film a accompagné sa sortie numérique. Une performance de « Everybody Loves Christmas » de Chord Overstreet et une interprétation de « Jingle Bells » d’Aliana Lohan sont également présentées dans le film. Le 25 novembre 2022, le producteur Michael Damian publie sa chanson « Must Be Christmas » enregistrée pour le film.  L’album de la bande originale, qui comprend les trois chansons originales de Lindsay Lohan, Aliana Lohan et Chord Overstreet, ainsi que la musique complète du film de Nathan Lanier, sont sortis le 11 novembre 2022.
1. "Jingle Bell Rock" (Lindsay Lohan et Ali Tomineek)
2. "Everybody Loves Christmas" (Chord Overstreet)
3. "Jingle Bells" (Aliana Lohan)
4. Morning Entourage
5. Belmont Stakes
6. Brunch With Beau
7. North Star Lodge
8. Your Chariot Awaits
9. Is This Thing Safe?
10. Snowmobile
11. Avy's Wish / Down the Mountain
12. Jane Doe
13. Where Am I?
14. Raccoon vs. Granny Gown
15. Cabin in the Woods
16. Making Breakfast
17. Missing
18. Tangles & Bubbles
19. Christmas Village
20. Joy to the World / Making Memories
21. Jake's Angel
22. It's Not You...It's You
23. Topping the Tree
24. Find My Daughter
25. The Dress
26. Giving Back
27. Christmas Morning
28. The Wish Was for You
29. Reservations
30. A Christmas to Remember